# Marcel Wehr
Marcel Wehr (* 15. Juli 1990 in Bad Neustadt) ist ein deutscher Fußballspieler. Seit 2015 steht der 1,87 m große Torwart beim TSV Großbardorf unter Vertrag.

## Karriere
Marcel Wehr begann als Siebenjähriger bei der DJK Salz, ehe er sich ab der C-Jugend dem TSV Großbardorf anschloss. Dort rückte der Rechtsfuß Wehr, der „als das größte Talent in seinem Alter in Nordbayern“ galt, 2009 in den Kader der ersten Mannschaft in der Regionalliga Süd auf und kam dadurch am 26. Spieltag am 18. April 2009 bei der 0:2-Auswärtsniederlage gegen den SV Waldhof Mannheim zu seinem Debüt im Aktivenbereich. In der Folge kam er im weiteren Saisonverlauf noch zu drei weiteren Einsätzen in der Regionalliga, ehe der Verein am Saisonende in die Bayernliga abstieg. Im Alter von 19 Jahren wurde er in der folgenden Saison der Stammtorwart des TSV und absolvierte 31 Partien in der Bayernliga.
Im Sommer 2010 lehnte Wehr Angebote der Zweitligisten TSV 1860 München und SpVgg Greuther Fürth ab. Stattdessen wechselte er zum VfR Aalen, der unter Cheftrainer Rainer Scharinger mit dem Konzept einer Mannschaft aus jungen, talentierten Spielern aus unteren Ligen als Meister der Regionalliga Süd den Wiederaufstieg in die Dritte Liga erreicht hatte, und unterschrieb dort einen Zweijahresvertrag. Beim VfR wurde er Ersatzkeeper hinter Stammtorwart Daniel Bernhardt, der in der folgenden Saison 2010/11 aber alle Partien absolvierte und mit der Mannschaft den Klassenerhalt erreichte. Stattdessen kam Wehr ab und zu in der zweiten Mannschaft des Vereins in der Verbandsliga zum Einsatz. Sein Profiliga-Debüt gab er erst in der folgenden Saison 2011/12 unter Trainer Ralph Hasenhüttl, als er bei der 2:4-Auswärtsniederlage gegen den 1. FC Saarbrücken am 13. März 2012 den erkrankten Bernhardt ersetzte. Am Ende der Saison erreichte das Team den zweiten Tabellenplatz und damit den Aufstieg in die 2. Bundesliga.
Für die neue Zweitligasaison wurde mit Jasmin Fejzić ein weiterer Torwart verpflichtet, sodass Wehr in der Saison 2012/13 ausschließlich in der zwischenzeitlich in die Landesliga abgestiegenen zweiten Mannschaft des Vereins zum Einsatz kam, mit der er den sofortigen Wiederaufstieg in die Verbandsliga erreichte. Auch in der folgenden Saison war Marcel Wehr der dritte Torwart; als solcher saß er zwar einige Male bei Zweitligaspielen auf der Ersatzbank, kam aber nach wie vor nur bei der zweiten Mannschaft in der Verbandsliga zum Einsatz.
Nach vier Jahren in Aalen wechselt er im Sommer 2014 zum Regionalligisten SpVgg Neckarelz. Nach nur einer Saison ging er zurück zu seinen ersten Profiverein TSV Großbardorf. Im Sommer 2018 schloss er sich seinem Heimatverein DJK Salz an.

## Erfolge
- Aufstieg in die 2. Bundesliga: 2012 mit dem VfR Aalen
- Aufstieg in die Verbandsliga: 2013 mit dem VfR Aalen II